# زبان‌های چوکوتکا-کامچاتکایی
زبان‌های چوکوتکا-کامچاتکایی یا چوکچی-کامچاتکایی یک خانواده زبانی در انتهای شمال شرقی سیبری هستند. گویشوران این زبان‌ها آن به‌طور سنتی بومیان شکارچی و گله‌دار گوزن شمالی بوده‌اند. همه زبان‌های چوکوتکا-کامچاتکایی در معرض خطر هستند. شاخه کامچاتکایی آن چنان رو به زوال است که از کل خانواده فقط زبان ایتلمن آن هم با ۴ یا ۵ گویشور پیر باقی مانده‌است. در سال ۲۰۱۰ شاخه چوکوتکایی نزدیک به ۷٬۰۰۰ گویشور داشت (بیشتر گویشور چوکچی) و جمعیت کل قومی آن‌ها ۲۵٬۰۰۰ نفر گزارش شد.
در حالی که این خانواده گاهی از نظر گونه‌شناسی و جغرافیایی به عنوان زبان دیرین‌سیبری گروه‌بندی می‌شوند، اما هیچ رابطه ژنتیکی خارجی برای آن‌ها به‌طور گسترده پذیرفته نشده‌است. مشهورترین پیشنهادها برای ارتباط با اسکیمو-آلیوت، به تنهایی یا در چارچوب یک گروه گسترده‌تر بوده‌است.

## زبان‌ها
خانواده چوکوتکا-کامچاتکایی از دو زنجیره گویشی دور و به هم مرتبط چوکوتکایی و کامچاتکایی تشکیل شده‌است. امروزه یک تا چهار زبان چوکوتکایی و فقط یک زبان کامچاتکایی (ایتلمن) باقی مانده‌است.
در بهترین حالت رابطه زبان های چوکوتکایی با ایتلمن دور است و فقط با مقبولیت جزئی دانشمندان روبرو شده‌است.
تمام زبان های چوکوتکا-کامچاتکایی تحت فشار روسی هستند. تقریباً همه گویشوران آن ها به زبان روسی هم مسلط هستند و بیشتر جوانان گروه‌های قومی مرتبط با این زبان‌ها فقط به روسی صحبت می‌کنند.
طبقه‌بندی پذیرفته شده برای این زبان ها بدین صورت است:
- کامچاتکایی
  - کامچادالی جنوبی †
  - کامچادالی شرقی †
  - ایتلمن (کامچادالی غربی)
- چوکوتکایی
  - چوکچی
  - کوریاک
  - آلیوتور
  - کرک †